# Nothing to Lose (film)
Pour les articles homonymes, voir Nothing to Lose.
Pour plus de détails, voir Fiche technique et Distribution.
Nothing to Lose (1+1 เป็นสูญ / Neung buak neung pen soon 1+1=0) est un film thaïlandais de Danny Pang sorti en 2002.

## Synopsis
Somchai, un joueur invétéré se prépare à se jeter du haut d’un immeuble lorsqu’il croise Gogo, une prostituée qui allait également se suicider. Se rendant compte que se suicider n’est pas la meilleure solution, ils décident de faire route ensemble et de vivre dangereusement. Un chemin dangereux sur lequel malgré eux ils s’engageront, commençant à commettre des simples vols, allant même jusqu’au braquage. Finalement ils emprunteront sans s’en rendre compte la route les menant à la mort.

## Fiche technique
- Titre : Nothing to Lose
- Titre alternatif : 1+1 เป็นสูญ  (Neung buak neung pen soon 1+1=0)
- Réalisation : Danny Pang
- Pays d'origine : Thaïlande
- Genre : Comédie dramatique, policier
- Durée : 94 minutes
- Date de sortie : 2002 (Thaïlande), 2010 (France)

## Interprètes
- Arisara Wongchalee : Gogo
- Pierre Png (en) : Somchai
- Yvonne Lim (en) : Daredufang
- Niponth Chaisinkul :
- Fresh :